# 2021年7月河南水灾
2021年7月17日-23日，中华人民共和国河南省广泛地区因极端暴雨引发了严重洪涝，以及人为因素造成的一连串次生灾害，共引发河南省150个县过千万人受灾，其中以郑州市的伤亡与财产损失最为严重，進而加劇德爾塔毒株主導的2019冠状病毒病在河南多地的本土疫情。这次灾害的直接肇因是2021年7月河南地区的一系列被中国气象学界称为「『21·7』河南极端暴雨」的强降水天气，其中发生在7月20日的河南省郑州市的最知名的一场极端降水又被称之为“7·20”河南暴雨。郑州国家站最大小時雨量达到了201.9毫米，郑州等19个国家级气象站的雨量极值打破记录。
暴雨使得郑州等多地洪涝严重，并造成了重大次生灾害，以其中的鄭州地鐵5号线发生的14人遇难的淹水事故以及京廣北路隧道发生的6人遇难的淹水事故最为知名。该轮暴雨引发的洪涝和次生灾害共計造成河南省1,478.6万人受灾，死亡及失踪398人，其中郑州市有380人。直接经济损失1200.6亿元，郑州一市占了34.1%。有中国大陆媒体形容，灾难给灾区的各级政府及人民带来了极强的震撼、恐惧和心理创伤；此后，在2021年8月河南暴雨前夕，当气象数值预报出黄淮地区的新一轮强降雨时，郑州市一带的地方政府便已如临大敌，开始大力开闸泄洪。
事后，国务院授权成立的调查组披露，河南地方政府瞒报了139名死亡及失踪者，时任中共郑州市委书记徐立毅因而被免职，郑州市正副市长等数十名官员也因此被问责。调查报告也指出“发生了地铁、隧道等本不应该发生的伤亡事件”，郑州市党委、政府及其他部门存在失职渎职行为，包括迟报和瞒报灾情，存在形式主义、官僚主义问题等，负有领导责任或直接责任。

## 天氣
相关气象图表数据显示，在河南水灾发生之前，河南的气象条件极为有利于强降水的发生。
水汽条件方面，2021年7月21日河南上空有两条水汽输送通道。其中一条是颱風烟花与副热带高压之间由东南气流形成的水汽输送带，另一条则是強烈熱帶風暴查帕卡所引导的偏南气流形成的水汽输送带。两条水汽输送带汇聚于河南上空，给暴雨的发生提供了必要的水汽条件。7月21日08时河南省上空925hpa比湿≥15g/kg，850hpa≥13g/kg，提示大气低层空气含水量丰富，水汽条件良好。
热力条件方面，在7月21日午后到傍晚，河南中东部对流有效位能(CAPE)值普遍≥1000J/ kg，且局地≥3000J/ kg;K指数≥37℃，且局地≥40℃，大气层结具备强热力不稳定条件，有利于对流性暴雨和短时强降水的发生。
动力条件方面，从10米和100米风矢量场显示，来自东海海面的一支近地面层暖湿气流携带水汽和能量在河南中北部稳定维持并减速抬升，形成风速辐合区，其中以安阳-鹤壁-新乡一线辐合形势最为明显。21日08时，该区域近地面层存在一气旋性辐合中心，中心附近风速差值达12m/s以上。同时，这个区域也是垂直水汽通量的高值区和垂直水汽通量散度的负值中心，表征水汽强烈聚集。鹤壁市山城区附近的垂直速度时间序列图显示，该地区存在两个垂直速度负值中心（即抬升运动区）。其中一个对应21日8时-10时，与前面提到的气旋性辐合中心相对应，而另一个则对应19-22时，与新乡，鹤壁发生超强降水的时间相对应。
中國氣象局则指出，發生暴雨的主要原因為距離河南省1000公里以外的颱風煙花及副熱帶高壓源源不絕地引導大量水氣到陸地，廣東又同時有颱風查帕卡將南海水氣捲進陸地助長聲勢，受到太行山及伏牛山等地形抬升的影響，在河南集結成雨，造成此次河南大量降雨形成洪災。
截至2021年7月21日20时，气象监测显示，河南省有郑州、新密、嵩山、荥阳、巩义、淇县、焦作、卫辉、修武、鹤壁、临颍、新郑、扶沟、偃师、博爱縣、获嘉、鲁山縣、登封、中牟、武陟、开封、温县、许昌、汝州、沁阳、郏县、通许等27个国家级气象站突破建站以来最大连续3日降水量历史极值。郑州、新密、嵩山、荥阳、偃师、汤阴、淇县、扶沟、鹤壁、巩义、卫辉、安阳、登封、焦作、博愛、尉氏、伊川、孟津、温县等19个国家级气象站日降水量突破建站以来历史日极值。

### 郑州
2021年7月16日，郑州开始遭遇暴雨。7月19日14时至20日14时，郑州的平均降水量达到了253毫米。

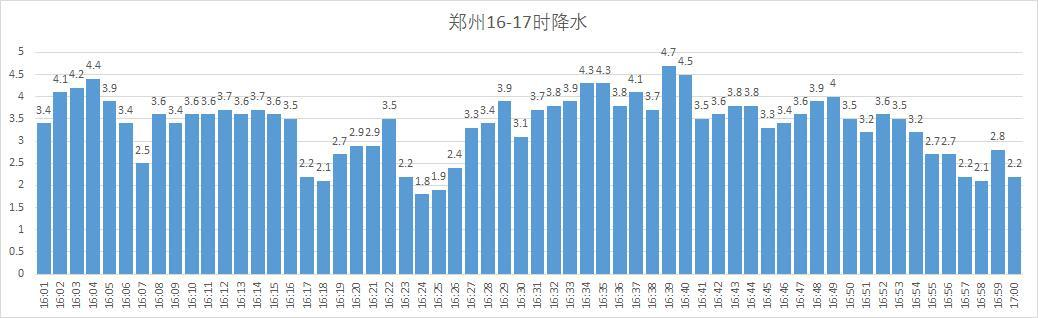
2021年7月20日16时－17时郑州国家级气象站分钟降水

之后出现了最大小时降雨，其发生在7月20日16时至17时，该小时的降雨量达到了201.9毫米。
从7月17日20时到20日20时，郑州三天的降雨量达617.1毫米。20日凌晨4时至21日凌晨4时的降雨为郑州最大24小时降雨，达到了645.6毫米。郑州以往的平均年降雨量为640.8毫米。
郑州的最大时降雨量和最大24小时降雨量，均已突破自1951年郑州气象台建立以来的历史纪录。

### 新鄉
2021年7月21日19时至21时新乡市区牧野站2小时降水267.4毫米，超过20日郑州2小时最大降雨量262.5毫米。
2021年7月17日8点至22日6点，新乡市最大持续降水量907毫米，最大降水总量、最大小时雨强、最大两小时雨强、最强时段降水总量均与郑州相当。

### 鶴壁
7月17日08时至7月22日08时，河南鹤壁市科创中心单站累计降雨量为1072.6毫米（至10时为1105.9毫米），过去24小时降雨量为777.5毫米，截至7月22日，降雨还在持续。整个降雨过程中，鹤壁累计面雨量达到全省最大值 589 毫米。

## 灾情
河南省內有13座水庫達到超汛限水位。7月16日以來，截至8月2日，此輪強降雨造成全省150個縣（市、區）1616個鄉鎮1391.28萬人受災，因災死亡302人、失踪50人。其中郑州市292人遇难，失踪47人；新乡市7人遇难，失踪3人；平顶山市2人遇难；漯河市1人遇难。農作物受災面積1048.5千公頃，倒塌房屋18000戶57600間。截至8月9日，此輪強降雨造成全省150个县（市、区）1664个乡镇1481.4万人受灾；房屋倒塌35325户99312间、严重损坏53535户164923间、一般损坏209465户664279间；直接经济损失1200.6亿元。截至8月10日，河南因暴雨灾害车险报案23.81万件，已决赔付13.5万件，已决赔款32.63亿元。截至2021年9月30日，郑州市因灾死亡失踪380人，其中在不同阶段瞒报139人。

### 郑州

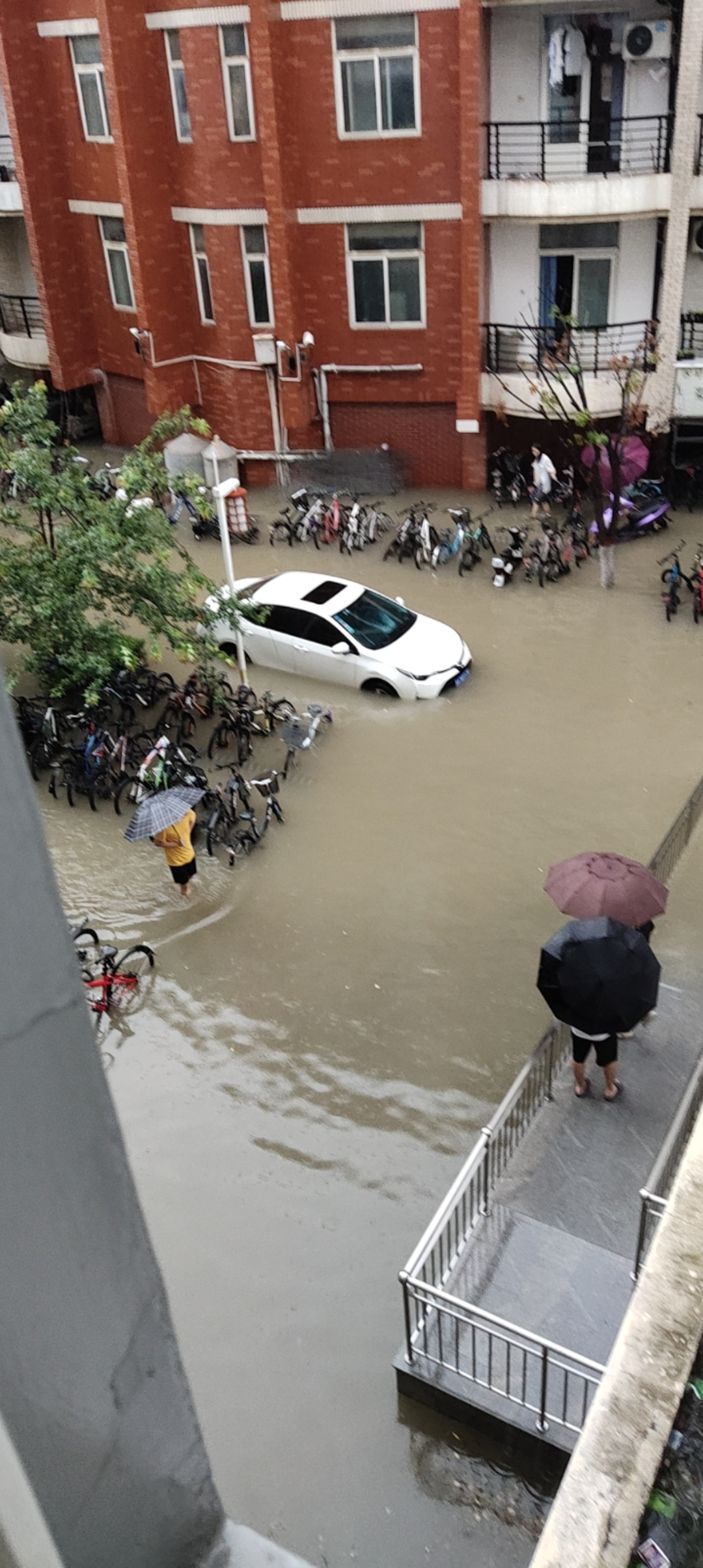
7月22日郑州大学宿舍外的积水，该区断水断电，三楼以下人员向高层转移

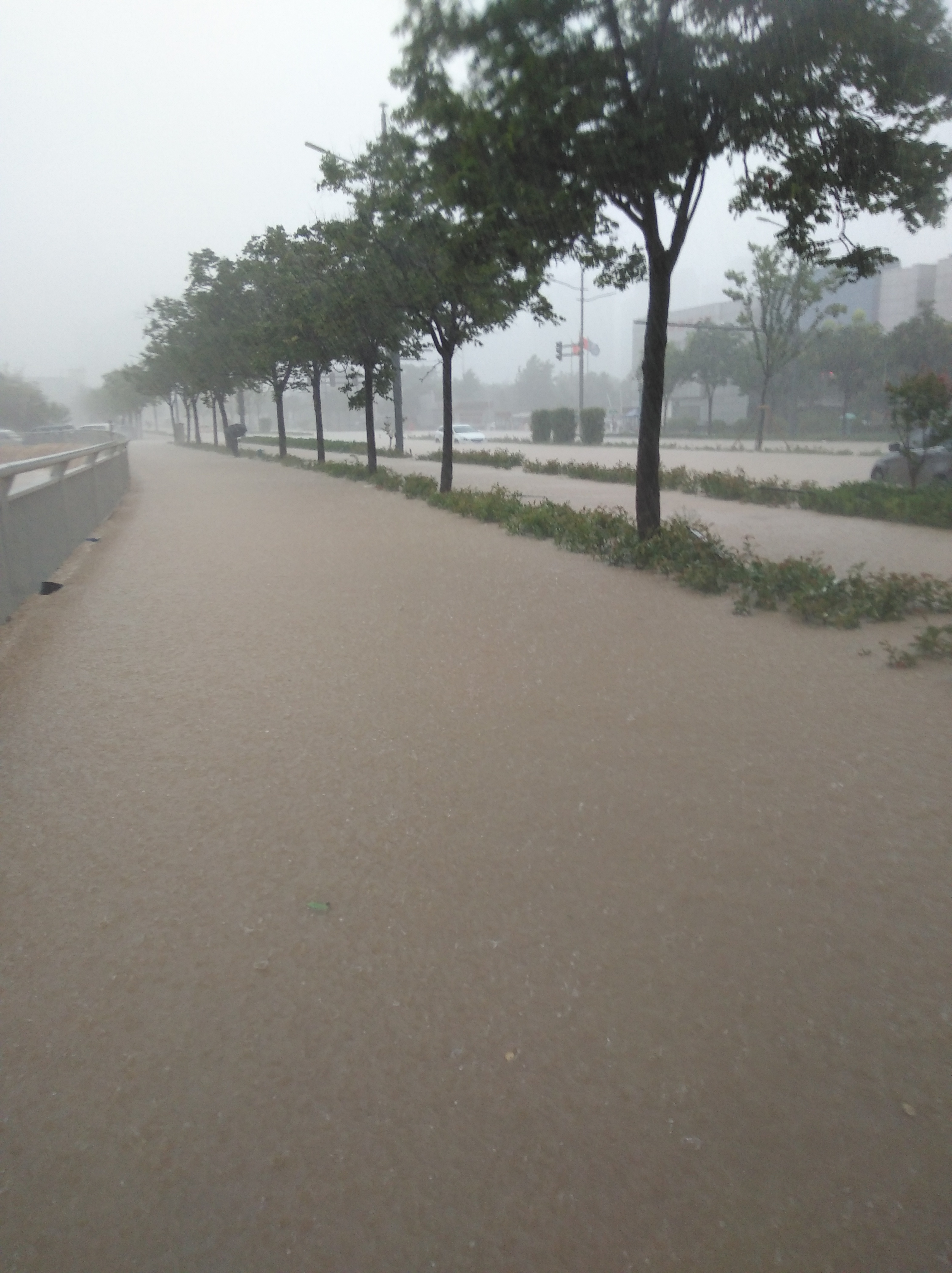
7月20日郑州的暴雨

2021年7月19日至21日，郑州气象台发布至少6個暴雨红色预警信号。7月20日，郑州市防汛抗旱指挥部将防汛Ⅱ级应急响应提升至I级。

#### 水库险情
據鄭州防災服務台21日凌晨1時通報，2021年7月20日上午10時30分，鄭州常莊水庫開始向下游洩洪。20日15时，中国中央电视台记者获悉常庄水库出现险情并已开始泄洪，泄洪流量每秒3立方米。20日17时，贾鲁河中牟段于提升为I级应急响应。截至21時34分，常莊水庫實時水位130.54米，超汛限水位3.05米，距當日最高水位已回落70厘米，大壩險情初步得到控制。20日22時30分，人民日報發文稱鄭州常莊水庫將於當天晚上泄洪，並通知位於泄洪方向的中牟縣群眾停止外出，做好撤離準備。7月21日8时许，郑州市委宣传部发布市防汛指挥部通知，郭家嘴水库存在重大安全隐患，周边相关地区人员立即转移，当日7时30分起，所有人不得进入该区域。郭家嘴水库（小（1）型）下游壩坡大范围冲刷垮塌，但未发生决口溃坝，当时壩顶已基本不过流。

#### 市内灾情
暴雨导致郑州市内发生内涝，市内道路严重积水，交通中断。郑州市内大量隧道、地铁站、地下商场及地下停车场等地下空间进水，一些写字楼及居民小区的地下车库被全部淹没，全市有超40万辆机动车因水灾受损。银基商贸城、地一大道、德化新街、金泰成灯饰广场和正弘城等商场的地下商铺被淹，商户损失惨重。
7月20日晚，郑州大学第一附属医院河医院区一樓淹水嚴重，被迫停电，心电监护和备用电池全部耗完，急救科室请求支援。21日下午，郑大一附院进行全员转院工作，其中600多名重症病人优先转院。副院长闫新郑稱，醫院一百年未關過門，卻因此次暴雨關門停業。医院的门诊、急诊和发热门诊至7月26日早上8时方重新开诊。
郑东新区白沙鎮一带臨近賈魯河，属于常庄水库泄洪的下游地區，受灾严重。7月21日晚，恒通新城小区外的積水涨到接近1.6米，业委会和物业组织的自救已经接近极限，无法堵住水；小区停水停电，缺乏食物，居民已经超过24小时无法购物。在受灾较重的白沙镇宽豪斯小区，房屋一楼被水淹没。截至7月22日15时许，救援人员共营救疏散被困群众2000余人。緊鄰賈魯河的華中阜外醫院一楼完全淹没，近五千人被困。从當晚开始，医院内人员就吃不上饭。从7月21日早上两三点左右开始停水停电，整个医院仅有三个ICU病房用在发电机维持。7月21日下午，华中阜外医院开始转移病患、病患家属和医护人员至河南省人民医院。22日起，两架救援直升机在两家医院间轮流转运重症患者，其余人员则通过冲锋艇和大巴转运。
7月22日，郑州樱桃沟景区告急。區域內多項基礎設施被洪水沖毀，進入斷水、斷電、斷網狀態，無法與外界取得有效聯繫，成了一座「孤島」。櫻桃溝有12處大壩被沖毀，其中三個主要大壩全部沖垮，受傷人員415人，緊急轉移人員7136人，3234處房屋窯洞包含廠院、倉庫受損，道路塌陷、滑坡1578處受損，大面積地基下沉244處。

#### 下辖县市灾情
连续的强降雨致使巩义市发生严重洪涝灾害，全市多处房屋、围墙倒塌，14座水库溢洪道出水，2个镇区大范围被淹。至21日，巩义全市共转移群众6210户、23663人。7月20日上午起，黄河巩义段赵沟、裴峪、神堤三处控导工程出现不同程度的山体滑坡，淤泥堆积造成联坝路无法通行，工程周边道路全部中断。米河镇镇区及一些村庄断电、断网、断水超过24小时。7月20日晚，位于巩义市米河镇的明月新村小区7号楼发生倒塌，该楼共7层，但小区居民提前撤离，无人员伤亡，当时前方通讯全部中断。
7月20日上午，滎陽市崔廟鎮王宗店村的極端暴雨中，兩座堤壩先後崩塌，引發超強水量的洪水，洪水一度「2分鐘內漲到三米」，不僅摧毀了數十座房屋，還導致23人失蹤，村民在5公里外找到6具遺體。一名6歲小女孩因房屋倒塌被壓後骨折，因救援不及時而死去；南頭村的張姓一家7口全數被洪水沖走；中午時分，等待救援的王姓一家三口連人帶車被洪水沖走，當天下午王姓一家其他成員趕回王宗店村，但被村幹部阻攔不讓進入，說「只救活人，不救死人」。村民表示救援力量太少，「後面幾乎沒有救援隊注意這裡」，村民不得已自救。洪水到晚上11點才退去，村民們紛紛到村外的幾處高地躲避。21日，受到驚嚇的村民蹚過河水，穿過被沖垮的公路，到滎陽城裡投親靠友。7月21日，一名約4個月大女嬰被埋在廢墟下一日一夜獲救，次日其母遺體也被發現，雙手保持托舉姿勢。據悉，王宗店村有2000多人，截至7月27日，村民統計王宗店村共有23人失蹤。7月29日，滎陽官方表示，截至7月28日共8人遇難，失蹤人數仍在統計。
7月21日凌晨1点半左右，中牟县韩寺镇荣庄村贾鲁河一段河堤溃口，村子被淹。村民已经全部提前安全撤离，没有人员伤亡。

#### 交通运输

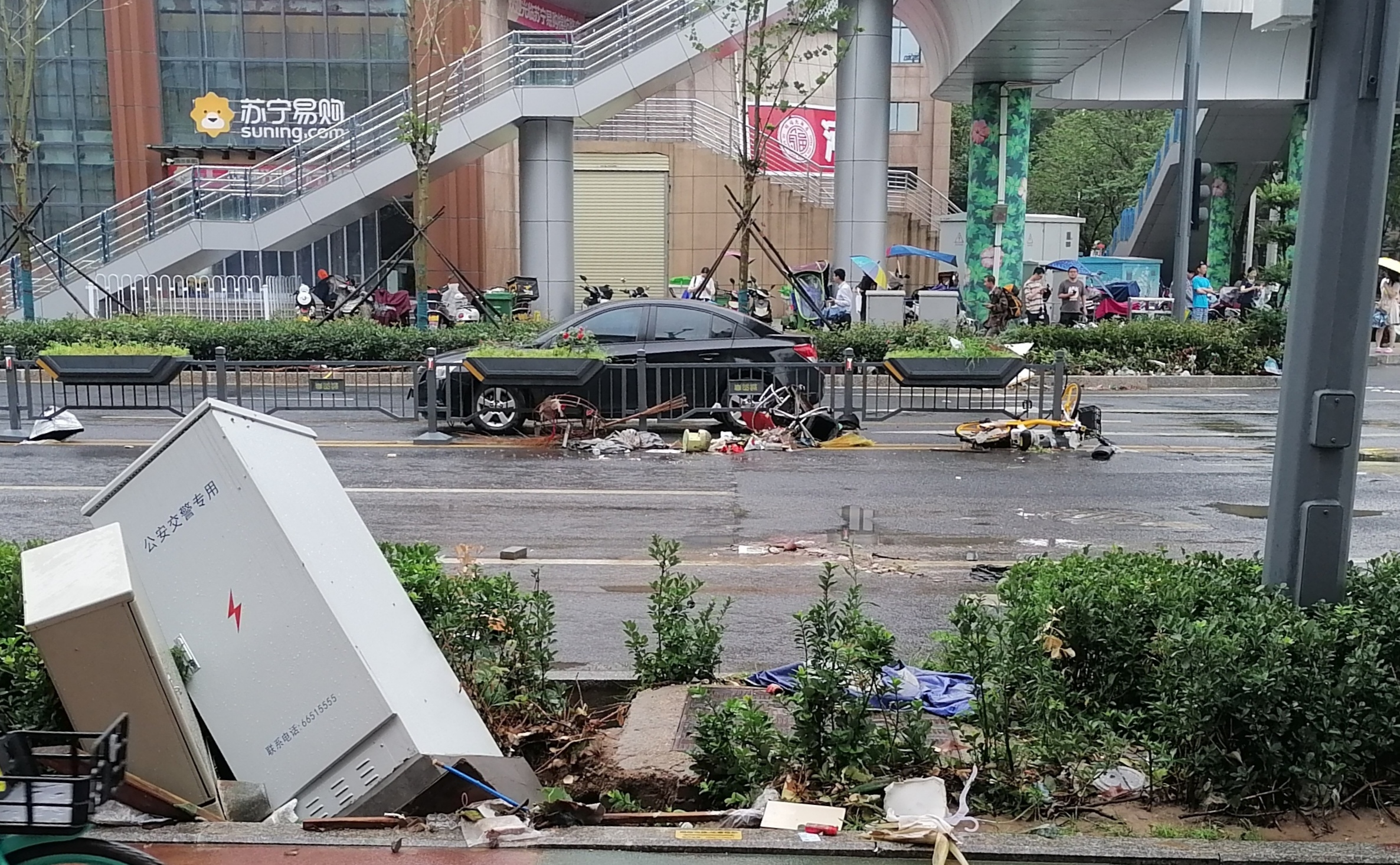
因暴雨受损的郑州路面

##### 地铁
7月20日的暴雨導致郑州地铁多處車站和隧道被淹，郑州地铁18时10分全线网停运。當時鄭州地鐵5號線五龍口停車場内的水深几乎快到2米。7月20日18时左右，积水冲垮出入场线挡水墙进入5号线海灘寺站和沙口路站之间的行车隧道，导致一列编号0501的列车被困隧道内并进水，車廂外積水高過車廂內，积水漫過乘客胸口，最高水位甚至到達乘客脖子。鄭州地鐵5號線嚴重水浸事故已导致14人死亡，5人受傷。7月21日上午，鄭州地鐵官方網站變為黑白色。

##### 道路交通

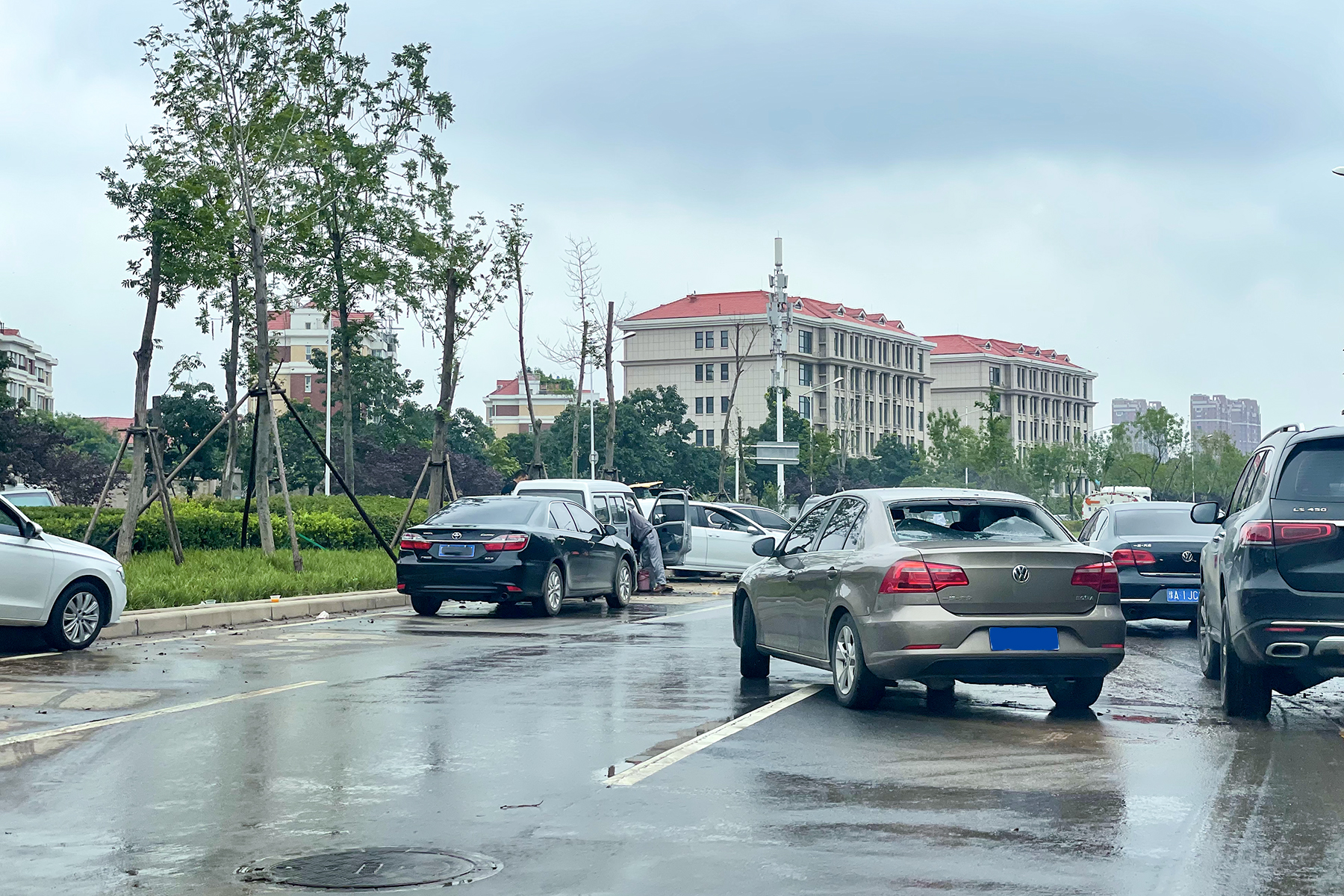
7月21日下午积水退去后的郑州东风东路，受损车辆仍在路面上等待救援

截至7月20日下午4点半，郑州公交有80多条线路停运，主要集中在三环、四环运营区间。受市内积水点影响，150余条公交线路临时绕行。因强降雨导致水位过高，为防止纯电公交车出现高压电伤及乘客，郑州纯电公交已于7月20日14点30分停止运营。7月21日上午，郑州雨势减小，部分道路已无明显积水，市内交通线路随后逐步恢复正常。
郑州全市有67处城市桥涵、隧道受灾，其中位於京廣路與隴海路交叉口的京廣北路隧道是受災最嚴重的地點之一。該處主線全長1835米，總高6米。多位當時正在隧道內的司機對《新聞》表示，隧道出口從7月20日下午4點左右就開始堵車，並完全停滯不前，直到5時40分左右，水位突然上漲，在隨後的幾分鐘內將隧道完全淹沒，隧道內積水一度高達13公尺深，造成大量車輛被困。當局自21日起使用大功率抽水機抽取隧道中的積水，水位下降後，可見隧道口有大量被淹車輛逐漸顯現出來，呈現不規則狀堆疊，大批警力趕赴現場戒嚴，禁止民眾靠近。兩名14歲的少年X与L均在20日於隧道遭遇洪水後失聯，X已“确认遇难”，L的家属则称X的家属错领L的遗体并火化。截至7月26日，隧道中已發現6名遇難者、247輛車，相關善後工作仍在進行。
暴雨亦导致多条高速公路封闭，截至2021年7月21日19时15分，河南全省高速公路禁止货车上站，部分路段禁止所有車輛上站。310国道白河立交桥东300米等路段因水毁塌方导致断行。

##### 航空
郑州新郑国际机场因为暴雨取消、延误航班超200架次。因7月20日晚9时许，进出新郑机场的地铁、城际列车已经停运，机场高速通行受限，导致旅客无法进出机场，新郑机场決定从7月20日20:00至7月21日12:00暂停进港航班。5,000余人受此影響滞留航站楼。

##### 铁路
郑西高铁、陇海铁路郑州至洛阳区间发生水漫线路、路基坍塌、设备淹水，陇海铁路站街集沟段出现塌方，列车无法通行，導致途经郑州地区的京广高铁、徐兰高铁、京广铁路、陇海铁路、焦柳铁路、宁西铁路等线路的运输受到影响。郑州东站超过50趟列车停运，车站临时加开5个退票改签窗口，大量乘客滯留。郑州东站及郑州站一度所有列车停运，至7月23日中午，郑州东站已逐步恢复秩序。
7月19日下午，福州至洛阳K31次列车行驶至陇海线穆沟站时因山体滑坡滞留，车内出现物资短缺，尽管穆沟站曾组织干部职工到附近商店购买物资，但仍远远不能满足需求，且穆沟站周边道路多被洪水冲毁，救援困难，有旅客翻出车窗前往穆沟村。洛阳车务段为此从其上行的上街站抽调人员，于21日凌晨5点30分将30箱水、400个面包、5箱火腿肠等重要生活物资运送到车站附近，徒步搬运到车站后送上列车。7月21日下午14时30分，K31次列车上的旅客乘坐地方政府和铁路部门共同安排的公路客车前往洛阳、偃师等地。
7月20日16时许，包头至广州K599次列车行至京广线郑州市南阳寨至海棠寺区间时，因暴雨导致路基下沉，第3、4节车厢发生倾斜。乘客已全部安全转移，但7月21日下午3时34分，K599次列车（FK600次列车）在折返途中，因暴雨再次临时停靠在新乡北站1200公尺处曲线弯道上，车体一切正常。在列车长多次与地方联系下，新乡北站工作人员提供了牛奶58箱、矿泉水35箱、面包10箱、火腿肠70包的緊急物資，並送上列车。7月22日21时03分，在河南省内一共滞留4天的K599次列车再次从新乡出发，继续前往广州。
广州至兰州K226次列车于7月19日下午4时30分许从郑州站出发开往兰州，列车在离开郑州站后的第二个车站（铁炉站）停靠，截至7月21日上午已经停靠超过40小时，并断粮断水。据列车乘务员反映，列车乘员约735人。21日下午1時多，列车收到第二批补给物资。7月21日晚間9时37分，K226次列车滞留在铁炉站两天两夜后，返回郑州站的8號站台，并随后返回广州。列车于7月22日夜晚到达广州站，最终于7月31日清早抵达兰州站。
7月20日10时，滞留在郑州车务段长葛站乌鲁木齐至广州的Z138次列车和滞留在新乡东站北京西至西安北的G651次列车，向车站请求支援。郑州车务段和新乡东站紧急调集货源，协助餐料。饮用水和应急食品及时运送上车，并做好旅客情绪安抚工作。同时为旅客集中办理退票、改签手续。
另外受河南省特大暴雨影响，K292次、K206次、K330次列车于7月19日开始，分散在巩义站和巩义东站避险。巩义站、巩义东站將積極的聯絡列车长，使列车能做好后勤保障服务。受暴雨影响，巩义市全市停水。为做好供水工作，巩义站联系地方政府使用消防车向滞留列车K206次、K292次提供水源，保障列车能正常用水。同时，與地方医院及时救助车上孕妇和身体不适的旅客聯繫。7月21日晚間11时左右，有3趟旅客列车共計1300多名旅客被無償的安排至巩义商学院住宿。7月22日上午9时，地方政府和铁路部门徵招了48辆巴士，根据旅客个人意愿，巴士將旅客送至郑州和洛阳等地。
7月20日上午8时29分，因受郑州特大暴雨的影响，中国铁路北京局集团有限公司石家庄客运段值乘的北京西站至成都东站G89次列车，运行至郑州东站至郑州西站区间时，临时停靠避险。其间，列车长积极的与当地铁路部门联系，累计向受影響的旅客提供3350份应急餐食。7月21日上午2时43分，G89次列车（FG90次列车）从郑州东站折返，於當日上午8时03分到达石家庄站，随后1052名旅客全數安全返回北京西站。
7月20日晚間7时50分，受地质灾害影响，成都开往北京西站的Z50次列车停在宜昌东站後折返。
7月21日8时许，成都开往北京西站的K118次列车停靠在陇海铁路白马寺站已经超過30小時。列車長为了确保车上1000多名旅客的饮食供应，列车长用手机与白马寺站沟通。白马寺站工作人员紧急调集货源，与乘务员一同将应急資源运送上车，并安抚了旅客情绪。3個多小時後，K118次列车发车折返。
7月22日下午13时许，中国铁路郑州局集团有限公司派出42辆巴士从巩义站将1200余名前往商丘、徐州、上海、山东方向的乘客转运至郑州东站，其后郑州东站临时开行两班专列，将从巩义转运来以及在郑州东站滞留的共计2400余名旅客运往徐州方向进行中转疏散。当天，除开往徐州东的G4502、G4504次列车以外，郑州东站还开行了前往兰州西的G4973次和前往武汉的G4591次（由北京西至武汉G525次临时调整而来），以及每半小时一班的郑州东站至新郑机场往返动车组。
针对其他受影響的列车，铁路部门透過多种方式了解滞留旅客列车位置，并掌握车上的旅客情况。铁路各单位在道路不通暢、补给困难的情况下，合作保障餐食供应。有些车站讓滞留列车旅客分批到站内用餐，并组织巴士将有意愿下车的旅客送至附近的城鎮。

#### 次生灾害
水灾导致鄭州市内大面积停水、停電、通訊、訊號中斷，當局緊急搶修供電供水系統。郑州全市因灾停电小区共1194个，主城区因灾停水小区1864个。
水灾亦导致郑州市内多处地面发生塌方。7月22日，位于花园路和丰产路交叉口的兰德中心附近发生塌陷，导致天然气泄漏，整栋大厦需要疏散。7月23日，位于郑州站附近福寿街的大同宾馆东侧地面发生塌方，一度需撤离人员并将周边进行戒严，后经核实，塌方并未影响楼体安全。7月23日上午，郑州市中原区航海西路166号茜城花园小区的15号楼、22号楼楼体发生倾斜。所在街道办事处工作人员稱，经专家现场检测，该小区15号楼与22号楼发生倾斜是因为受到了暴雨的影响，居民已撤離。
此次水灾也对郑州的2019冠状病毒病疫情防控带来不利影响，再加上2019冠状病毒病德尔塔毒株的入侵，导致作为境外输入病例定点收治医院的郑州市第六人民医院发生院感事件，并最终导致郑州多地爆发疫情。自7月30日鄭州市發現首例無症狀感染者後，僅一天就報告28例感染者。郑州市政府之后宣布開展全員核酸檢測，並要求民眾非必要不離鄭州，鄭州市也將防疫不力的市衛健委黨組書記等2人免職。鄭州市疾控中心主任王松強在會上說，與南京、張家界、成都等地疫情相比較，鄭州市此次局部散播疫情傳播速度特別快，病毒載量高，可能面臨轉陰時間較長，主要發生在醫院內部，涉及人員包括保潔人員、醫務人員。截至8月4日，郑州已累计101例新冠病毒感染者，包括16例确诊与85例无症状感染者，多数为德尔塔变异毒株。8月5日，国家卫健委公布调查结果，称基因测序分析显示，确诊患者的致病毒株与郑州市第六人民医院收治的一位境外输入患者的高度同源，为德尔塔变异毒株，与南京疫情没有关联。

### 开封
7月19日晚，开封市遭遇强降雨突袭，到了20日早，强降雨升级为暴雨，开封据此发出了暴雨红色预警，20日下午改发暴雨橙色预警。
2021年7月21日9时35分，开封市气象台发布暴雨橙色预警信号。同日20时30分，开封市气象台持续发布暴雨橙色预警信号。
受上游洪水影響，2021年7月21日上午賈魯河尉氏段和祥符区段出现决口。

### 新乡
新乡市气象台于2021年7月21日0时41分继续发布暴雨红色预警信号；2021年7月21日3时45分，新乡市气象台继续发布暴雨红色预警信号。新乡市气象台于2021年7月21日19时35分发布暴雨红色预警信号。
新乡市防指决定于7月20日23时30分将防汛应急响应提升至II级。
7月22日早上，新乡市防汛抗旱指挥部启动Ⅰ级应急响应。
7月22日，位於新乡的河南师范大学多处被淹，东综地下车库洪水成河，学校停电。學生目前已转移至教学楼高层避难。
7月22日，共产主义渠洪水漫溢进入卫河，當局發布通告要求下游群众须紧急转移。
卫辉市人民政府7月23日發布公告，决定于7月23日12时30分启用柳位坡蓄滞洪区，要求蓄滞洪区范围内居民群众立即撤离。
7月23日，受强降雨影响，河南新乡卫河等多条城市行洪排涝河道出现漫堤险情。22日晚，卫河沿岸凤泉、牧野等多个地区连夜组织群众紧急转移，牧野区共投入5000人参与引导转移，已安全转移群众近9000人。另据新乡市水利局消息，当地防洪形势严峻，新乡30座水库有29座蓄满溢洪，有多个水库溢洪流量超1000立方米每秒。
7月23日，記者從河南新鄉第一人民醫院獲悉，該院留存的食物僅能夠維持到23日，急需食品物資。新乡没有一辆涉水型救护车，当水深超过50公分，120急救车已基本无法工作。新乡当地医护人员连日来被迫涉水抬病人，或求助消防。截至24日，新乡市區大部分仍浸泡在大水中。部分城区由于排灌不力，遭受内涝，水深普遍达1.5米。
从7月17日8时到23日7时，新乡市平均降雨量830毫米，最大降雨量965.5毫米。卫河两岸大面积村庄、社区、农田、道路被洪水淹没，水深处达两米以上。有小区發生严重内涝，居民被困，只能通知救援队开船来救援，该小区积水已到3楼，整栋楼已经停电。
7月24日傍晚，新乡市防汛抗旱指挥部发布第5号公告：受连续降雨和上游洪水集中下泻影响，新乡市河渠迎来第二次洪峰，共产主义渠出现洪水漫堤，涌入卫河，致使卫河水位抬升，排泄能力下降。
截至25日11時，暴雨造成新鄉市輝縣市、衛輝市、鳳泉區、牧野區等132個鄉鎮受災，受災人口200餘萬人。由於豫北多座水庫洩洪，加之衛河、共產主義渠排水不暢，儘管新鄉24日已經放晴，但截至25日，輝縣市、牧野區、鳳泉區、衛輝市部分區域洪水仍未退去，一些地方水位不降反升。25日下午，辉县市峪河镇穆家营村周边仍是一片汪洋，南部大沙河附近的庄稼地全被淹没，水深达两三米。25日早上仍有千余名群众被困村中，当地政府和民间救援力量正积极组织救援，村内暂无人员伤亡。
據衛輝市審計局微博7月25日深夜公開發文求助，稱新鄉衛輝全市遭洪水圍困，水位最深達1.6公尺以上，且城區水位不斷上漲，近60萬人受災，呼籲擁有船、遊艇、剷車乃至大型抽水設備的個人或單位盡快協助救災。新鄉醫學院第一附屬醫院位於城區的地勢高位，26日凌晨5時亦被水浸，醫院內大量病患急需轉院。當地官員向《明報》證實，衛輝洪水是受共產主義渠漫溢影響，當局已加固和加高堤壩。至26日下午，水位有所回落，但城區淹水仍然嚴重。此番淹水使衛輝約20萬人受災，目前仍有10萬人等待轉移。現當地急需衝鋒舟和抽水泵等救援物資，另有救援隊方表示，因昨日抽排水和快艇使用頻繁，儲備的汽油與柴油亦已告急。

### 周口
贾鲁河沿岸的扶沟县防汛形势严峻。扶沟县防汛抗旱指挥部7月21日一早发布1号指挥令，要求县城城区居民一律居家（除公务人员执行公务外），禁止外出活动。7月21日下午发出3号指挥长令，要求9个乡镇、街道所有行政村18点前全体撤离，5个乡镇部分行政村撤离。
周口市水利局决定于7月21日2时起，将水旱灾害防御Ⅳ级应急响应提升至Ⅱ级应急响应。预计周口市贾鲁河将出现一次近40年来最大洪水。贾鲁河现有堤防单薄，西华部分河段没有堤防。一旦上游洪水进入周口市，贾鲁河扶沟、西华段防汛压力巨大，极有可能出险。
周口市气象台7月21日19时50分发布暴雨橙色预警信号。
从7月17日以来，河南省沙河、颍河和贾鲁河上游的平顶山、洛阳、郑州等地发生特大暴雨和洪水，周口市贾鲁河流域也发生了自1965年以来最大洪水。根据上游来水情况研判，贾鲁河沿岸的扶沟、西华抗洪压力大，有漫堤危险。截至7月23日贾鲁河上游洪水已进入扶沟和西华，水势平稳；沙颍河最大洪峰正通过周口，洪水整体可控。虽然截至7月23日贾鲁河洪水水势平稳，但防洪压力和威胁依然很大。由于贾鲁河没有进行过系统治理，两岸堤防多为砂性土。根据此次洪水的特点，会持续较长时间，堤防长时间在洪水浸泡下，极易发生渗水、管涌等险情。 下一步，抗洪重点是组织好巡堤查险工作，对发生的险情做到早发现、早处理。

### 鹤壁
鹤壁市气象台2021年7月21日14时15分发布暴雨红色预警信号。鹤壁市气象台2021年7月21日17时57分继续发布暴雨红色预警信号。鹤壁市气象台2021年7月21日21时25分继续发布暴雨红色预警信号。
据鹤壁日报报道，为确保行车安全，鹤壁市国控公交公司于7月21日下午2点半暂时停运城区公交线路，恢复营运时间根据汛情变化另行安排。同时，为避免发生高压漏电伤人事件发生，鹤壁市多个路段路灯实行人工断电。
7月21日晚上，鹤壁淇县红旗路韦庄牌坊附近，发生变压器爆炸事故，而在不远处的淇园路建行十字路口，发生电缆漏电事故，所幸无人伤亡。鹤壁市富士康园区门口，泰山路上的积水已超过一米，雨水倒灌至园区内，淹没了大量厂房。
2021年7月23日上午，卫河鹤壁段决堤，数车石头未能堵住缺口。经过70多个小时的努力，卫河鹤壁浚县新镇镇彭村决口于26日2时27分成功封堵。
7月28日晚24时，因应河南鹤壁浚县启用圈里分洪口泄洪，全镇断水断电，王庄镇域所有居民（包括新城小区）必须全部撤离。7月29日，河南鹤壁浚县七个镇的村民都被紧急转移。

### 安陽
安阳市防汛抗旱指挥部已决定于7月21日18时30分将该市防汛应急响应级别由Ⅱ级提升为Ⅰ级。
安阳市气象台2021年7月21日21时50分继续发布暴雨红色预警信号。
安阳市防汛抗旱指挥部则发布消息称，全市所有公交车辆停运，全市所有企事业单位除必要的抢险救灾人员和值班人员外全部居家办公，所有地下商场、停车场人员全部撤离，确保安全。
安陽市有一輛載滿校學生的小型巴士便因洪流水勢過急被沖走，當地約20名民眾連忙合力用繩索拖著車輛，如同拔河一般，將車輛拉回，成功挽救這群小學生的性命。
國務院官方網站信息顯示，安阳河发生超历史洪水。连日来的暴雨致安阳河水位上涨，上游水库超汛限水位。为削减洪水对安阳市区的影响，7月22日，安陽市防汛抗旱指挥部启用安阳县崔家桥镇滞洪区分洪，并紧急转移2.5万余人。
7月27日，衛河滑縣段出現决口。

### 河南省其他城市
2021年7月21日10时10分，漯河市气象台继续发布暴雨黄色预警信号。
2021年7月21日，河南省许昌市发布暴雨橙色预警。
2021年7月18日8时至19日8时，面对暴雨风险，焦作市对部分道路采取临时交通管制。7月21日7时33分，焦作市气象台继续发布暴雨黄色预警信号，22日升级为暴雨红色预警。21日13时起，焦作启动城区防汛Ⅰ级应急响应。
7月20日，洛阳市伊川县境内伊何滩拦水坝出现约20米决口，河堤受损严重。
7月19日晚平顶山汝州市寄料镇炉沟村突遭山洪，一村民在救村民途中連人帶車被洪水沖走，被发现时已无生命体征。

### 文物、旅游景点
7月20日，河南博物院、郑州博物馆、开封市博物馆、殷墟、登封市的嵩山风景区与洛阳市的龙门风景区关闭，博物馆中的文物已得到了及时转移，馆藏文物基本没有受损。郑州博物馆新馆、郑州商都博物馆、郑州市文物考古研究院、郑州二七纪念塔、古荥冶铁博物馆等建筑出现灌水、积水情况，其中郑州博物馆新展馆顶层大面积水灌入展厅，后因附近地区被郑州市防汛指挥部指定为泄洪区，内部人员紧急撤离。嵩山少林寺内大水涌入，门前水流成河，郑州商城遗址、荥阳故城、龙门石窟、嵩山少林寺等地覆土坍塌。河南省内的5处世界文化遗产未发生大规模损坏，仅个别出现漏雨、瓦片脱落的情况。新乡卫河公园内的河朔图书馆（新乡市群众艺术馆）旧址旧藏古籍善本因已迁至新乡市图书馆新馆及市博物馆，未受损坏，但作为全国重点文物保护单位的河朔图书馆旧址建筑地下、楼顶出现多处漏水，部分馆藏书画淋雨，木制地面已经泡坏，受损严重。
在新郑市古城村西河中桥附近，暴雨引发的塌方导致一座汉代古墓露出地面。

## 救災

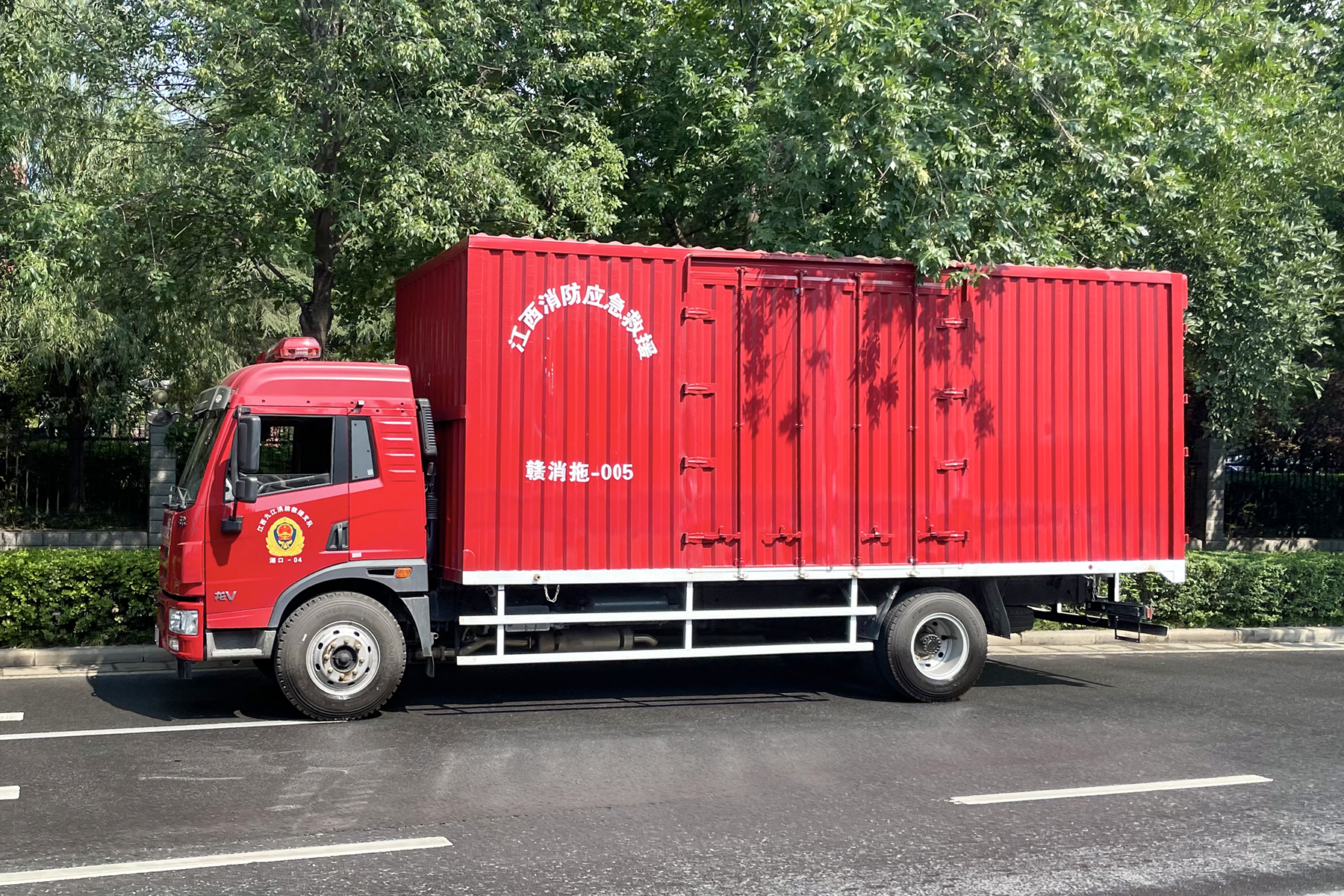
7月24日，郑州街头由江西省前来援助的消防救援车辆

### 行政机构行动
2021年7月16日，河南省防汛指挥部发布防范强降雨灾害天气的指挥长令，同時河南省氣象局啟動重大氣象災害Ⅲ級應急響應。
7月19日12時，河南省水利廳啟動水旱災害防禦Ⅳ級應急響應。
7月20日晚，據河南日報報道，河南省委書記樓陽生再次在省防汛抗旱指揮部召開緊急會議，聽取有關部門和省轄市情況彙報，就當下全省防汛救災工作再作部署。
7月21日凌晨3时，河南省将防汛应急响应级别由Ⅱ级提升至Ⅰ级。
7月21日，河南省政府公佈有16萬多人緊急疏散。
7月21日，中共河南省纪律检查委员会河南省监察委员会下發通知：严禁迟报、瞒报、漏报重要汛情灾情信息。
7月20日20時，国家防汛抗旱总指挥部启动防汛Ⅲ级应急响应。7月21日3时，应急响应级别升级为Ⅱ级。同日上午，中共中央总书记习近平就此次暴雨的防汛救灾工作作出指示。国务院总理李克强主持召开国务院常务会议，部署抓紧抓实防汛救灾工作，确保人民生命财产安全。
據稱來自鄭州市防汛辦或者市政府的消息截圖在互联网流传，報導鄭州在7月20日23時宣佈進入特大自然災難一級戰備狀態，为該市1949年以来首次進入一級戰備狀態。此消息被包括新浪、环球时报在内的多個媒體轉載報道。7月21日凌晨2時08分，人民日報在新浪微博否認此消息，同時澄清鄭州市提升防汛應急響應至Ⅰ級為真實消息。
7月20日夜间，应急管理部连夜调派河北、山西、江苏、安徽、江西、山东、湖北7省的1,800名消防救援人员紧急援助河南救灾。截至21日凌晨，驻郑中国人民解放军、国家综合性消防救援队伍约2万余人已全员出动，保卫黄河大堤、常庄水库、尖岗水库等重要区域。受黄河流域三门峡至花园口区间特大暴雨影响，伊洛河、沁河河道流量不断上涨，沁河河口村水库超汛限水位。7月21日，水利部黄河水利委员会启动黄河中下游水旱灾害防御Ⅲ级应急响应。
针对郑州地铁因特大暴雨引发的运营事故，中华人民共和国交通运输部7月21日印发《交通运输部办公厅关于切实做好城市轨道交通防汛工作的紧急通知》，要求运营单位立即对风险隐患进行再排查再整治，对超设计暴雨强度等非常规情况下采取停运列车，疏散乘客，关闭车站等应急措施，并指出当发生淹水倒灌等突发事件时，不具备安全运行条件的应坚决停运。
7月21日14时，为应对通信中断，应急管理部配属的翼龙-2H应急救灾型无人机从安顺黄果树机场飞往河南郑州巩义市米河镇上空，执行了五到六小时的侦查和通信中继任务。
7月21日，财政部、应急管理部向河南省预拨救灾资金6000万元，用於地方抗洪抢险救援。另外财政部拨付资金4000万元，用於灾区农业生产恢复和修复水毁水利工程设施。
截止7月22日19点，89家中央企业已经累计捐款现金10.44亿元。
国家防总工作组7月25日赴河南省开封市、周口市，继续深入一线指导防汛救灾工作。同日，工作组救灾小组分成6个小组，分别赴郑州、新乡、鹤壁、安阳、焦作、周口等6个重灾市开展工作，分析郑州、新乡、安阳、鹤壁等有关城市过境及周边河湖水系、城区排水防涝系统现状及相关规划建设管理情况，研究上述地方抢排积水工作。
截至8月11日，河南省投放防汛救灾、灾后重建和工商业恢复生产信贷资金超过700亿元人民币。受洪涝灾害影响生产经营困难企业延缓缴纳企业养老保险、失业保险、工伤保险费3个月，3个月之后根据企业复工复产情况可予以延长。

### 媒体
人民日报、澎湃新闻、顶端新闻、新浪微博、腾讯地图、高德地图、百度地图、石墨文档等上线援助通道。

### 保险赔付
郑州市中原区、金水区、新密市等多地政府均称已提前为全区居民购置购买了治安保险，因为暴风、暴雨、山体滑坡等灾害造成的家庭财产损失，都能进行赔付。
截至2021年8月3日，河南省保险业共接到与此次水灾相关的理赔报案54.58万件，初步估损112.21亿元，已决赔付10.93万件，已决赔款18.51亿元。理赔金额超过了2008年汶川大地震、2012年北京特大暴雨以及2019年台风利奇马的赔付。中国人民财产保险至8月20日已赔付22亿元，中国平安、中国人寿的预计赔付金额均超10亿元。

### 社會捐助
7月20日晚间，多家在线旅游平台与酒店集团启动应急退改措施，包括锦江酒店、华住酒店集团、亚朵集团、首旅如家集团等相继宣布免费接待滞留顾客。中国红十字会总会根据灾情迅速启动应急响应，向灾区紧急调拨帐篷、救灾家庭包、冲锋衣、毛巾被等救灾物资，并派出救灾工作组赶赴郑州详细了解汛情灾情，指导河南省红十字会开展洪涝灾害救援救助工作。7月20日开始，多家企业加入到支援服务中，其中包括辽宁方大集团两亿元（1亿现金+1亿救援物资）、360集团（4000万元）、小米（5000万元）、Vivo（5000万元）、OPPO（5000万元）、美团（1亿元）、阿里巴巴集团（2.5亿元）、字节跳动（1亿元）、腾讯（1亿元）、百度（9000万元）、快手（5000万元）、聯想（5000萬元）、鸿星尔克（5000萬元）、万达（3000万元）、蜜雪冰城（2000万元）等。
全国各地许多名人和普通民众也积极给予了捐款捐物和实地救援行动。

## 各方反應

### 中国大陆
- 7月21日，中華人民共和國外交部发言人赵立坚主持例行记者会。有记者就是否有外国公民在河南暴雨中伤亡提问。赵立坚表示，近日，河南省多地持续遭遇罕见特大暴雨，郑州等城市发生严重内涝。根据中共中央总书记、国家主席习近平作出的重要指示，中国中央政府、河南省政府迅速组织力量防汛救灾，中国人民解放军和武警部队也第一时间驰援河南，一些爱心企业、爱心网友也给河南捐款、捐物。大灾见大爱，危难见真情。我们相信河南人民一定能够战胜灾害，做好防汛救灾和灾后恢复工作[236]。趙立堅表示，目前未收到當地外國公民的傷亡報告[237]。
- 7月22日中華人民共和國外交部发言人赵立坚主持例行记者会。有记者就普京就中国河南省多地因强降雨造成严重内涝向习近平致慰问电，提问中方对此如何评价。赵立坚表示，今年是《中俄睦邻友好合作条约》签署20周年，两国关系处于历史最好时期。河南省发生严重内涝后，普京总统第一时间向习近平主席致慰问电，充分体现了中俄守望相助的新时代关系内涵和两国元首的亲密个人友谊。中方对此表示衷心感谢，并愿同俄方一道，遵循《条约》确立的世代友好理念和新型国际关系原则，推动两国关系不断取得新的成就[238]。
- 國務院臺灣事務辦公室官方網站發布名為「国台办发言人对台湾有关方面和各界人士关切慰问河南水灾表示感谢」的新聞稿，內容為「近日，河南持续遭遇罕见强降雨，郑州等地发生严重内涝，造成人员伤亡和财产损失。国台办发言人朱凤莲22日表示，台湾有关方面和各界人士通过各种形式向灾区表达关切慰问，一些台资企业向灾区捐款捐物。我们对此表示感谢」[239]。
- 8月2日，中华人民共和国国务院成立河南郑州“7·20”特大暴雨灾害调查组，由应急管理部牵头[240]。
- 8月18日到19日，中共中央政治局常委、国务院总理李克强赴河南鹤壁、新乡和郑州考察灾情，并主持召开灾后恢复重建专题会议。[241][242][243][244]
- 2022年1月21日，國務院灾害調查組公布河南郑州“7·20”特大暴雨灾害调查报告，认定鄭州洪災为一场“特别重大自然灾害”，認定鄭州市及有關區縣（市）黨委、政府存在失職瀆職行為，包括認識準備不足、防範組織不力、應急處置不當等問題，負有領導責任或直接責任[1][245]。國務院調查組在调查报告中，及之后回應記者提問時指，鄭州市當局刻意阻礙、隱瞞不報因災死亡失踪人數，在不同階段瞞報139人，其中鄭州市本級瞞報75人，縣級瞞報49人，鄉鎮（街道）瞞報15人[1][246]。中央纪委给予郑州市委书记徐立毅党内严重警告处分；同时国家监委给予其政务降级处分。[247]当日河南省委常委会召开会议，免去徐立毅市委书记职务。[248]同時有8名企业人员被逮捕，89名公职人员被河南省纪检监察机关问责。[249]

### 香港

#### 慰問
- 行政長官林鄭月娥7月22日在社交網站發文，代表特區政府向河南省人民表示深切慰問。她指，相信在中央和省市政府全力救援下，受災居民可以獲得妥善照顧。全球攜手應對氣候變化，已經是刻不容緩。林鄭月娥又指，要達至低碳轉型，必須得到廣大市民支持和配合，希望大家為了地球、為了下一代，一起努力，爭取如期甚至更早在香港實現碳中和[250]。
- 香港民建联、经民联、自由党等政团和香港中华总商会、香港工业总会、香港侨界社团联会等团体在社交媒体上发布图文，向河南受災民眾表示慰问[251]。

#### 捐款
- 英皇集团7月21日宣布，集团通过“英皇慈善基金”向“河南省慈善总会”捐赠合共人民币1415万元支持河南防汛抢险救灾工作，旗下艺人纷纷响应，众人齐心力挺河南受灾同胞及救援人员[252]。
- 香港福建社團聯會透過香港中聯辦表達關懷，同時送上380萬港元捐款支票，支援受影響地區居民[253]。
- 香港義工聯盟通過香港中聯辦捐出港幣350萬元予河南省，支援河南的賑災工作[254]。
- 港區省級政協委員聯誼會（聯誼會）7月21日向香港市民發出呼籲，期待全港各界踴躍捐款。該會已率先捐款作救災之用。市民如有意捐款，可將善款交至聯誼會基金，聯誼會所籌款項將統一經由香港中聯辦再轉交至內地相關部門[255]。
- 香港演藝圈方面，陳小春、張智霖等藝人捐出100萬元[256]。佘诗曼此次亦低调一共向河南捐款100万，分两笔捐出[257][258]。謝霆鋒、陳偉霆各捐款100萬[259]、容祖兒、蔡卓妍各50萬、鍾欣潼、李克勤及惠英紅各30萬、方中信、溫碧霞各20萬及周勵淇5萬[260]。
- 電訊盈科主席李澤楷7月24日捐款1000萬元人民幣。李嘉誠基金會7月26日向香港中聯辦賑災專戶捐款2000萬元，支援河南救災工作[261]。
- 恒基地產宣布，通過香港中聯辦賑災專戶，捐贈人民幣1000萬元賑災。李家傑珍惜生命基金還會向河南捐贈總值人民幣500萬的食品及物資[262]。
- 港區人大代表捐款100萬港元，哀悼河南暴雨死難者[263]。
- 港區省級政協委員聯誼會組織港區省級政協委員及會員捐款賑災，截至7月22日傍晚，共捐出400萬港元，有關善款將通過香港中聯辦送至內地有關部門[264]。

#### 水浸事件分析
- 郑州地铁5号线水浸事件造成至少12人死亡（後官方公佈為14人）後，香港電台對此事件咨詢港鐵是否有類似的應對機製。港鐵回覆香港電台查詢時指，公司有一系列預防措施，應對香港可能出現的惡劣天氣，包括在每年颱風雨季臨近前，檢查防洪設備和鐵路設施，亦有應變計劃，以應對因天氣而引致的突發情況。根據觀察，過往遇到颱風或暴雨時，港鐵車站及鐵路服務大致維持正常。港鐵指，有鑑於近年世界各地極端天氣情況，為保障乘客、員工及鐵路營運安全，會一直持續檢視及評估相關預防措施，探討有否可以提升或加強的地方[265]。
- 河南鄭州落暴雨引致嚴重水浸，土力工程處前處長陳健碩說，香港面對特大暴雨有相當多經驗，渠務署過去做了許多工程有效疏導洪水，不致對市區影響太大。以2008年為例，香港曾出現特大暴雨，當時大嶼山西部及港島西部影響尤為嚴重，亦造成破壞，當日香港24小時錄得400毫米雨量，與鄭州今次情況相若。他說香港每年平均雨量為2300毫米，鄭州平均每年為600毫米，本港在應對暴水有很多經驗。政府多年前做了很多渠務工程，包括在半山建排洪隧道，將洪水引入大海，減少湧入市區水量，亦設蓄洪池防備，減少洪水對市區的影響。知道港鐵有兩級防水措施，包括防止地面水流入站內，站內個別位置亦設防水閘等。他又說，由於世界氣候變化，各方面或要做更多防備工作[266]。
- 香港鐵路運輸專業人員協會主席張年生表示，過去太子站曾出現過有雨水從車站入口流入大堂，但湧至月台則未見過。他提醒，萬一遇上路軌水浸，車長及乘客須保持鎮定，聽從控制中心指示去做，因為控制中心才清楚知道水位如何，要避免出現觸電情況[267]。

### 澳門
- 行政長官賀一誠7月22日致函河南省省長王凱，就河南鄭州出現罕見強降水天氣造成市民傷亡表示慰問，全文如下：“近日，河南鄭州出現罕見持續強降水天氣過程，全市普降大暴雨、特大暴雨並引發洪災，目前已經造成市民傷亡及嚴重的經濟財產損失。在此，本人代表澳門特別行政區政府向河南省受災的市民表示誠摯的慰問，並呼籲澳門社會各界透過不同的渠道及方式支援河南省受災的市民，同時相信在河南省領導及市民的共同努力下，一定能夠取得抗擊洪災的勝利。[268]”
- 7月21日，澳门红十字会决定紧急拨款30万元人民币，支援河南防汛抢险救灾工作[269]。
- 銀河娛樂公布，在澳門中聯辦的協助下，透過銀河娛樂集團基金會，捐出1000萬澳門元，冀為河南省的防汛、搶險及救災工作提供支援[270]。
- 金沙中國宣布，將透過澳門中聯辦的協調，捐出1000萬元支援鄭州的抗洪救災工作[271]。
- 新濠博亞娛樂公布透過澳門中聯辦，向河南省鄭州市捐出1,000萬澳門元，以支援防汛、緊急救災和當地的災後重建工作[272]。

### 台灣

#### 慰問
- 總統府發言人張惇涵21日轉達蔡英文總統的慰問與關切，張惇涵表示，除了向不幸過世的人員及家屬表示哀悼，總統也期盼受災的地區早日脫離洪害，回到正常生活[273]。資深兩岸學者、淡江大學中國大陸研究所榮譽教授趙春山表示，類似的慰問以往會透過大陸委員會、海峽交流基金會等單位發布，但這次是「總統直接下令」[274]，另外，大陸政府得知後，也給予良性回應[275]。
- 副總統賴清德7月22日在臉書表示，不幸天災都不是任何人所願意，尤其受難的是人民、威脅的是人命，更令不忍。世界的共同敵人是天災，當中國人民面臨災難，我們衷心期盼受災地區不再有傷亡，早日挺過水患之苦[276]。
- 大陸委員會於7月21日對受災傷亡的陸方民眾表達慰問與關懷。陸委會表示：因受極端氣候影響，中國大陸近日來連續暴雨頻發，範圍不斷擴大，在許多地區釀成災害及人員傷亡，本會對受災傷亡的陸方民眾，表達慰問與關懷，也將持續關注災情，希望受災的民眾平安健康，受損的家園得以早日重建。陸委會指出，海基會已聯繫當地台商了解相關情況，陸委會也將持續關注相關災情消息，也會持續透過相關管道，瞭解在陸台商、台生的狀況，以便提供必要的協助[277]。
- 行政院發言人羅秉成7月22日召開記者會表示，全球一家，彼此關切，希望受災民眾早日恢復正常生活[278]。
- 前總統馬英九在臉書發文表達最誠摯的哀悼與慰問，並肯定蔡英文總統向不幸罹難的大陸民眾與家屬表示哀悼是友善的舉動，有助於緩和兩岸情勢[279]。
- 中國國民黨主席江啟臣7月21日下午特別利用中常會表達關心，強調會繼續注意後續進展，並向傷亡者及家屬表達慰問和關心，期盼災情緩解，早日恢復正常生活[280]。
- 中國國民黨前主席朱立倫在臉書說，對河南暴雨損傷嚴重深表哀悼，也衷心希望鄭州早日走出災情，恢復往昔榮景，提醒台商朋友守護好自己的安全，平安第一[281]。
- 台中市長盧秀燕7月23日表示，全球氣候變遷，常有天災地變，最近歐洲也發生洪災，她已代表台中市政府和市民向德國表示慰問，更關心同樣發生嚴重水患的大陸鄭州，造成不少人死傷，她代表台中市政府與市民，表達關心與慰問[282]。
- 孫文學校總校長張亞中7月22日向國台辦主任劉結一發函表示慰問，強調兩岸同舟一命，如果有需要，他很願意在台灣發動民眾踴躍捐輸，盼所有受災戶能早日脫離苦難重回正常生活[283]。
- 中国国民党前主席洪秀柱7月23日表达了对在河南灾情受难同胞的慰问，并致上“最深切的哀悼”[284]。
- 中國國民黨前主席吳伯雄7月24日對河南水災表示誠摯的慰問與哀悼，也對河南同胞勇敢堅毅的抗災救災行動表示敬佩，希望災情儘速減緩，早日恢復正常生活[285]。

#### 捐助
- 工業富聯代表富士康集團捐贈一億元人民幣，用於河南當地的救災工作和災後重建[286]。
- 旺旺集团捐助几十万箱、货值超2000万元人民币的产品，并调拨消毒液、设备至河南，以减少灾情后公共卫生隐患[287]。
- 台灣演藝圈中，五月天以母公司相信音樂名義捐款300萬，而其他藝人以个人或夫婦名義捐獻，張庭、林瑞陽夫婦捐款500万最多，安以軒和陳榮煉捐款200万人民币。捐款100万的包括楊丞琳與李榮浩、趙又廷與高圓圓、吳奇隆與劉詩詩、林志玲與AKIRA、彭于晏、張韶涵，捐款50万人民币的包括羅志祥、陳立農、歐陽娜娜、賴冠霖、吳尊、汪東城，王大陆则捐款30万元；因為兩岸的政治現況，台灣本地人士對大陸捐款總價值不少，該賑災行為在台灣引發部分人士反感。[288][289]
- 台北市議員羅智強將透過中華民國紅十字會捐款108萬新台幣給河南災區[290]。

### 亚洲其他国家和地区
- 2021年7月21日，印度驻华大使馆微博发文称，听闻河南省暴雨造成了人身和财产损失，我们倍感悲痛。我们向受暴雨影响的人们表达同情和最深切的慰问，祈祷尽早恢复正常生活[291]。
- 7月20日深夜，伊朗驻华大使馆微博发微博说，“令人揪心，郑州一定会挺住！”7月21日伊朗驻华大使馆發微博表示「正因为看到了面对灾难的中国人有多团结，相信‘河南一定中’！[292]」
- 7月21日下午，日本驻华大使馆大使垂秀夫向中国共产党河南省委员会书记楼阳生、河南省人民政府省长王凯、中华人民共和国外交部部长助理吴江浩发出慰问函表达哀悼与慰问，并祈愿灾区早日恢复正常生活[293]。
- 7月22日，东帝汶政府就中国河南暴雨灾害发布新闻稿，向中国政府和中国人民表达深切慰问。[294]
- 巴基斯坦外交部21日发表声明称，得知中国河南省的暴雨和洪水造成宝贵生命的损失，巴基斯坦政府和人民深感悲痛。我们的同情和祈祷与受影响的家庭和正在与这场自然灾害作斗争的人同在。“我们期盼在中国政府的努力下，一切尽快恢复正常，人们能够尽快返回家园。巴方愿在中国兄弟姐妹需要的时候提供帮助。”
- 据巴林通讯社报道，巴林外交部21日向河南省暴雨洪涝灾害遇难者家属、中国政府及人民表示最深切的慰问。
- 土耳其外交部21日在一份声明中表示，非常悲痛地得知暴雨已致多人遇难。“我们向遇难者家属、中国政府和人民表示慰问，并祝愿伤者早日康复。[295]”
- 朝鮮勞動黨總書記、朝鮮國務委員長金正恩就河南多處因強降雨造成人員傷亡及財產損失，向中共中央總書記、中國國家主席習近平表示誠摯慰問[296]。金正恩在口信中，對遇難者及其家屬表示深切哀悼，並問候在抗洪、重建一線奮鬥的中國共產黨黨員及解放軍。他說，全力支持習近平、中共及人民的災後重建工作，相信在習近平領導、中共和人民的努力下，受災人民能在短期內恢復穩定生活[297]。

### 美洲
- 7月21日，墨西哥外交部官方推特账号发文，代表墨西哥政府就中国河南遭受暴雨灾害表达深切慰问，向遇难者表示哀悼，愿同中国政府和人民一道共度时艰[298]。
- 7月21日，多米尼克外交、国际商务和侨民关系部照会中国驻多米尼克使馆，向在中国河南省暴雨灾害中遇难人员家属表达深切慰问，并表示值此艰难时刻，多坚定与中国政府和人民站在一起[299]。
- 古巴驻华大使馆7月23日在微博发文称，古巴外交部部长布鲁诺·罗德里格斯在推特上写到：对于河南省郑州市暴雨造成人员伤亡和财产损失，我们谨向中国人民和政府表示最深切的哀悼，并向遇难者的亲属致以最诚挚的慰问[300]。
- 美國常務副國務卿溫迪·謝爾曼（Wendy Sherman）7月25日通過推特表示，在前往中國之際向在河南嚴重洪災中失去親人的人表示美國的衷心慰問[301]。
- 美国苹果公司CEO提姆·庫克宣布将捐款支持当地的救援与灾后重建工作[302]
- 沃尔玛已捐赠价值约200万元人民币的民生物资，并开放郑州门店为临时休息区域[303]。

### 欧洲
- 意大利驻华使馆7月21日向河南暴雨灾情中遇难者家人表示关切和支持[304]。
- 瑞典服飾品牌H&M7月22日表示已向暴雨成災的河南省捐款人民幣100萬元，並捐贈價值100萬元的衣物[305]。由于之前H&M被卷入新疆棉事件，有中國網民表示「就事論事，謝謝付出」，亦有人稱「捐款謝謝你，但辱華不會忘記」[306][307]。
- 莫斯科时间7月21日晚，俄罗斯总统新闻局发布消息，俄罗斯总统普京向中國國家主席习近平致慰问电[308]。
- 葡萄牙外長席爾瓦就河南發生嚴重洪災向中方表示慰問[309]。
- 法国驻华大使馆微博7月22日就河南遭受大雨洪水等自然灾害发文表示，法国驻华大使馆向受到严重洪灾影响的河南、尤其是郑州市的民众表示全力声援。在此艰难时刻，我们也向遇难者家属表示慰问[310]。

### 非洲
- 埃及外交部21日表示，埃及向河南省洪灾中遇难者家属表示最深切的慰问。埃及政府和人民与友好的中国政府和人民站在一起[311]。

## 爭議
水灾期间，舆论的质疑主要集中于当地的防汛准备及应对措施不足和死亡数字瞒报。另外官方、民间以及部分媒体的一些言行也引发争议。

## 相关事件
- 據《中國報》報導及網路消息指稱，鄭州因暴雨災情慘重，位於馬寨鎮的康師傅倉庫也因暴雨遭洪水淹沒坍塌，倉庫中的30萬瓶飲料也跟著洪水漂到街道上，消息傳開後則引來許多民眾瘋搶，儘管水深及膝，但網路上仍可看到許多人撿拾泡在泥水中的飲料的畫面，除了有人開車到現場裝載，甚至有人利用嬰兒車，或將雨傘倒過來盛放等[312]。
- 鄭州京廣北路隧道是積水最嚴重的地點之一，未被徹底淹沒前許多駕駛仍坐在車內觀望。市民侯文超由於經歷過2012年北京721暴雨察覺情況不對急忙下車，水在片刻之內就漫過了腰，他沿路拍窗示警，沒想到20分鐘過後，車輛已全被大水淹沒，視頻曝光後，網民封他「城市英雄」。報導指出，就在侯文超和其他路人齊心協力，將老人、婦孺合力救助出來，等眾人都轉移到高架橋上後，回頭望去，車輛已全被大水淹沒，此時距離侯文超下車僅過了20分鐘[313]。
- 市民李永胜被困郑州市金水区金成国际广场地下车库3天3夜，於7月23日下午15时10分许被救出，已送往醫院救治。據悉，被困车库期间，他曾绝望到八次想要放弃，渴了就喝污水，困了就趴在通风管道上，一个位置水满了，他就攀爬换到另一个位置，不断在水中寻找求生位置，他趴在被淹车库通风管上72小时[314]。
- 郑州人民医院新进试工人员于逸飞於鄭州地鐵5號線嚴重水浸事故中被困，因为距离车厢出口较近，他较早得到救援。当走到地铁出口，听到后面大批市民呼救时，他决定返回。从当天傍晚到夜间，于逸飞连续进行了6个小时心肺复苏，救助了十几个人。于逸飞的事迹公开后，郑州人民医院对他免除试用期，直接录用[315]。因于逸飞为曼联球迷，曼联主教练奥勒·居纳尔·索尔斯克亚在得知事件后专门录制一段视频表达对于逸飞的敬意以及对河南受灾民众的关心，称于逸飞为“年轻的英雄”[316][317]。

## 悼念
2022年7月河南水灾一週年之際，在沒有官方紀念活動舉行的背景下，許多民眾在當時發生內澇事故的地鐵站和京廣路隧道附近獻花，對遇難者表示悼念。不過在社交媒體上，有關悼念的圖片和視頻遭到移除或屏蔽。多名花店店主在送花時遭到當局盤查，一些花束在擺放不久後即被收走。

### 類同災害事件
影響河南省的水災
- 1938年花園口決堤
- 1975年河南“75·8”水库溃坝
- 2018年熱帶風暴溫比亞
- 2020年中国南方水灾
- 2021年8月河南暴雨

導致行车隧道水浸的水災
- 2012年北京特大暴雨
- 颱風納莉 (2001年)§ 臺灣
- 2012年7月東鐵綫供電故障事件
- 2020年中国南方水灾§广州

2021年极端天气
- 2021年歐洲洪災
- 2021年熱海泥石流
- 2021年加州野火（英语：2021 California wildfires）
- 2021年馬哈拉施特拉水災
- 2021年7月华北气旋
- 颶風艾達 (2021年)

### 其他同時期發生事件
- 2019冠狀病毒病河南省疫情
- 2021年南京禄口国际机场2019冠状病毒病聚集性疫情